# Giorno del pubblico dominio
Il Giorno del pubblico dominio è una ricorrenza internazionale annuale in cui viene celebrato il passaggio a pubblico dominio di determinate opere protette da diritto d'autore. Si tiene il 1º gennaio, data in cui, per alcune opere, decadono i diritti patrimoniali d'autore. Ogni anno, le opere coinvolte nel Giorno del Pubblico Dominio variano in base a: data di pubblicazione della singola opera, data di morte del suo autore e legislazione del paese che la tutela.

## Storia
Sebbene non si disponga di dati precisi a proposito delle prime celebrazioni di tale ricorrenza, i primi cenni riconosciuti risalgono al 2004 da parte dell'attivista canadese del pubblico dominio Wallace McLean, con il supporto del fondatore di Creative Commons Lawrence Lessig nel suo blog personale.
A partire dal 2010 sorsero diverse iniziative che promulgarono la celebrazione del Giorno del Pubblico Dominio. In quell'anno, infatti, il progetto dell'Unione europea COMMUNIA, che si occupa di effettuare studi riguardo al pubblico dominio in ambito digitale, presentò pubblicamente un Manifesto del Pubblico Dominio e lanciò il sito web publicdomainday.org, con l'obiettivo di "aumentare la coscienza mondiale a proposito del ruolo del pubblico dominio nelle nostre società e per fornire risorse e informazioni".
Nel 2011, la Open Knowledge Foundation lanciò la rivista digitale Public Domain Review, dedicata alla promozione del passaggio a dominio pubblico delle opere.
Nel corso degli anni sono stati realizzati alcuni eventi di celebrazione del Giorno del Pubblico Dominio in vari paesi del mondo, tra cui Polonia (Varsavia), Germania (Berlino), Svizzera (Zurigo), Italia (Roma e Torino) e Israele (Haifa).

### 2019
Il Giorno del Pubblico Dominio nel 2019 è stato molto significativo per gli Stati Uniti. Il 1º gennaio 2019 ha rappresentato infatti la prima occasione in cui il paese ha potuto prenderne effettivamente parte, vedendo, per la prima volta dopo 20 anni, a causa delle restrizioni previste dalle norme del Copyright Term Extension Act (anche chiamato, meno formalmente, Mickey Mouse Protection Act), il passaggio a pubblico dominio di alcune opere. Quest'ultimo atto normativo, infatti, approvato nel 1998, ha esteso, per le opere allora protette da diritto d'autore, di 20 anni la durata massima di validità dei diritti patrimoniali, passando da 75 a 95 anni di tutela.

## Celebrazione
Tipicamente, il Giorno del Pubblico Dominio viene celebrato ponendo in evidenza gli autori e le opere che diventano, a partire da tale data, di pubblico dominio.
Poiché la legislazione sul diritto d'autore non è omogenea per tutti i paesi del mondo, la lista di autori e di opere coinvolte è molto varia. Nella maggior parte dei casi (UE compresa), comunque, la decadenza dei diritti patrimoniali d'autore avviene alla fine del settantesimo anno dalla morte dell'autore (o, in caso di autore anonimo, dalla pubblicazione dell'opera), a fronte di un limite di 50 precedentemente previsto dalla Convenzione di Berna.